# Ana Alexander
 (janvier 2025).
Pour les articles homonymes, voir Alexander.
Ana Alexander, née Ana Katarina Stojanović le 1er février 1979 à Belgrade, est une modèle, actrice, productrice et créatrice de bandes dessinées serbe.

## Biographie

### Début de la vie
Est également une modèle depuis l'âge de 12 ans. À l'âge de 12 ans, Alexander a été découverte comme mannequin alors qu'elle jouait au basket-ball pour la célèbre équipe serbe de basket-ball, Partisan. Peu de temps après, elle a commencé sa carrière d'actrice en apparaissant dans plusieurs publicités serbes. L’amour d’Alexandre pour le théâtre a commencé au théâtre, même si elle travaille principalement au cinéma et à la télévision. Un célèbre ami de la famille, l'acteur Rados Bajić, a demandé à Ana de jouer dans son premier film quand elle avait 13 ans. C'était une comédie paysanne, et Alexander a fait sa première expérience en travaillant sur un plateau de tournage.
En raison de la guerre en Serbie, sa famille a décidé de déménager à la recherche d'une vie meilleure et, à 17 ans, les Stojanović ont déménagé à Le Cap, en Afrique du Sud. Devenue l'une des plus jeunes étudiantes admis à l'université d'art dramatique de Belgrade pour le cinéma et le théâtre à l'âge de 16 ans, elle a obtenu un baccalauréat ès arts (BA) de l'école d'art dramatique de l'université du Cap et a étudié le théâtre avec des professeurs de renom Larry Moss, Jean-Louis Rodrigue et Kristof Konrad.

### Carrière

#### Modèle
Alexander a travaillé comme mannequin partout dans le monde, réalisant des défilés, des publicités et des campagnes imprimées (comme Dove, BMW, Vo5, Mercedes-Benz, Mentos) qui sont apparues dans tous les grands magazines de mode, notamment Tutler, Cosmopolitan et Vogue. En 2002, Alexander a déménagé à New York pour poursuivre sa carrière de mannequin et en 2003, elle a déménagé à Los Angeles pour poursuivre sa carrière d'actrice.

#### Actrice
Après avoir obtenu son diplôme d'école de théâtre et avoir déjà eu une carrière de mannequin réussie et avoir joué dans de nombreuses publicités et films, Alexander a joué dans une coproduction américaine d'un film tourné à Le Cap intitulé "Second Skin", dans lequel Alexander a joué aux côtés de Peter Fonda et Natasha Henstridge. Après quelques autres films anglo-américains en Afrique du Sud, Alexander a joué dans un film avec l'acteur Paul Johansson, qui lui a suggéré de déménager aux États-Unis pour poursuivre ses opportunités de carrière. Une fois aux États-Unis, Alexander a réalisé que si elle voulait sérieusement se lancer dans le cinéma et la télévision, elle devrait déménager de New York à Los Angeles. Son premier travail à la télévision était dans "Mon oncle Charlie", où elle a joué un rôle amoureux avec Charlie Sheen. Elle est ensuite apparue dans de nombreuses autres émissions télévisées, notamment "Les Experts : Manhattan", "Les Experts : Miami", "Cane", "Les Feux de l'amour", "Las Vegas", "The Exes", etc. Elle est également apparue dans des films à succès et indépendants comme "Le Monde (presque) perdu" et "Hot Babes", entre autres.
Elle est membre du SAG-AFTRA.

#### Productrice
Avec son frère Nebojsa Stojanović, Alexander a produit et joué dans son premier court métrage, "Porcelain", qui raconte l'histoire d'une super-héroïne d'action qui se transforme en justicier.

#### Créatrice de bande dessinée
Alexander travaille actuellement sur plusieurs séries de bandes dessinées en tant que créatrice et écrivaine, dont l'une est basée sur le court métrage "Porcelain" qu'elle a produit et dans lequel elle a joué.

#### Autres activités
Alexander a beaucoup voyagé tout au long de sa vie, vivant sur trois continents et dans de nombreux pays différents, notamment la Serbie, l'Afrique du Sud, l'Allemagne, l'Angleterre, l'Italie, l'Autriche et les États-Unis, où elle actuellement réside.
Alexander a une grande passion pour les beaux-arts, ce qui l'a amenée à commencer à concevoir une ligne de meubles. De plus, avec son ex-mari, Dr. Randal Digby Haworth, Alexander a contribué à inventer le Nightlift, un soutien-gorge à porter la nuit.

#### Compétences
Est habile au basket-ball, boxe, kickboxing, arts martiaux (hapkido), combats de scène, maniement des armes, niveau général, dos, brasse et plongeon à natation, volley-ball, handball, haltérophilie, yoga, équitation, ski nautique, plongée sous-marine, surf, ski alpin général et downhill, patinage sur glace, pickleball, ping pong, tennis, bowling, golf et patinage à roulettes.
Est une danseuse de plusieurs styles de danse dont la danse de salon comme la valse, la danse jazz, le ballet, la danse moderne comme le hip-hop et la salsa.
Elle a aussi un permis de conduire valide.
Parle couramment l' anglais, le serbe, le russe et l'afrikaans et parle aussi un peu de polonais, italien, français et allemand.

#### Charité
Alexander soutient de nombreuses organisations caritatives telles que l'hôpital St. Jude, Peace Against Violence et Amnesty International, pour n'en nommer que quelques-unes. Elle contribue actuellement à sensibiliser davantage le public à la Fondation Bosana, qui aide et éduque les orphelins de toutes origines en Bosnie-Herzégovine dans le but d’empêcher de nouvelles répétitions de l’histoire déchirée par la guerre dans les Balkans, la patrie d’Alexandre.

#### Marriage
En 2009, elle a épousé le Dr. Randal Digby Haworth, chirurgien plasticien, avec qui elle a divorcé en 2012, sans descendance.

## Filmographie

### Cinéma
- 1991 : Sekula se opet zeni : Sljivina cerka
- 1992 : Sekula nevino optuzen (vidéo) : Vesna
- 1999 : Africa : Trish
- 2000 : Second Skin : Sheila
- 2002 : Hooded Angels : Marie
- 2005 : Insects (Glass Trap) : LuLu
- 2009 : Le Monde (presque) perdu (Land of the Lost) : la femme Pakuni
- 2009 : Deep in the Valley : la docteure sexy
- 2018 : Chasing Lacey : Diana Adams
- 2018 : Ordinary : Erin

### Télévision
- 2004 : CSI: NY (série télévisée) : Zoya Pavlova
- 2004 : Two and a Half Men (série télévisée) : la docteure
- 2005 : Out of Practice (série télévisée) : Anna
- 2005 : Sleeper Cell (série télévisée) : Jelena Jovanovic
- 2006 : CSI: Miami (série télévisée) : Sienna Stone (2 épisodes)
- 2007 : The Young and the Restless (série télévisée) : Helene
- 2007 : The Wedding Bells (série télévisée) : Jennifer
- 2007 : Cane (série télévisée) : Annetta
- 2008 : Las Vegas (série télévisée) : la dame sexy
- 2008 : Reno 911! (série télévisée) : Seaweed Woman
- 2010 : Important Things with Demetri Martin (série télévisée) : Sasha
- 2011 : Femme Fatales (série télévisée) : Camille Gardner (3 épisodes)
- 2011 : Chemistry (en) (série télévisée) : Liz (13 épisodes)
- 2011 : Gigantic (série télévisée) : Montana
- 2012 : The Exes (série télévisée) : Tatiana
- 2013 : Franklin & Bash (série télévisée) : Nataliya Filas
- 2014 : Bones (série télévisée) : Katherine Frank
- 2014 : Mystery Girls (série télévisée) : Nadia
- 2015 : Hawaii Five-0 (série télévisée) : Danielle
- 2015 : Days of Our Lives (série télévisée) : Miriam (3 épisodes)
- 2016 : HR - Human Relations (série télévisée) : Marion
- 2017 : Beverly Grove (téléfilm) : Mrs. Sorel
- 2017 : Chicago P.D. (série télévisée) : Irina Petrova
- 2018 : Over Easy (mini-série) : la professeure

### Courts-métrages
- 2004 : No Second Thoughts (court métrage) : Kim
- 2008 : Where the Heart Lies (court métrage) : Lisa Lowe
- 2008 : Will-Endowed (court métrage) : la petite amie
- 2009 : O2 (court métrage) : Natalia
- 2011 : Just Add Blood (court métrage) : Charlotte
- 2011 : Clown Wanted (court métrage) : le mauvais clown